# Satellites (Enter Shikari)
Satellites (stilizzato satellites* *) è un singolo del gruppo musicale britannico Enter Shikari, pubblicato il 16 aprile 2020 come quinto estratto dal sesto album in studio Nothing Is True & Everything Is Possible.

## Descrizione
Il brano è stato mandato in onda, in anteprima radiofonica, il 16 aprile 2020 su BBC Radio 1.
Il cantante Rou Reynolds lo descrive come un ritorno, all'interno dell'album, alle sonorità melodiose della seconda traccia Crossing the Rubicon dopo la parte più pesante dell'album. Il testo parla dell'«avere a che fare con emozioni che molte persone pensano di non avere», e di «empatizzare con situazioni in cui non siamo mai stati, e in cui si trovano solo la minoranza delle persone».

## Formazione
- Rou Reynolds – voce, tastiera, programmazione
- Rory Clewlow – chitarra, voce secondaria
- Chris Batten – basso, voce secondaria
- Rob Rolfe – batteria, percussioni, cori